# Hermann Barrette
Hermann Barrette (né le 23 août 1897 à Saint-Raymond, décédé le 2 octobre 1952 à Saint-Jérôme) est un avocat et homme politique québécois. Il a été député de Terrebonne à l'Assemblée législative du Québec de 1936 à 1939.
Il a épousé Gabrielle Léonard (1904-2000), fille du notaire Victor Léonard de Saint-Jérôme, le 15 octobre 1923, avec qui il a eu une fille, Madeleine Barrette (1925-2011).